# West Barns
West Barns est un village situé dans l’East Lothian, en Écosse.